# Rio Paraibuna (vattendrag i Brasilien, lat -22,11, long -43,14)
Rio Paraibuna är ett vattendrag i Brasilien. Det ligger i den sydöstra delen av landet, 900 km sydost om huvudstaden Brasília.
Omgivningarna runt Rio Paraibuna är huvudsakligen savann. Runt Rio Paraibuna är det glesbefolkat, med 20 invånare per kvadratkilometer.